# Verdoodt
Verdoodt is een Vlaamse familienaam. In 1998 waren er in België 1386 mensen met deze familienaam, tien jaar later waren dit er 1312. De meeste Verdoodts wonen in de regio van Aalst en Opwijk.

## Betekenis
Deze naam stamt zoals soms gedacht niet af van de dood maar is wel een ver geëvolueerde vorm van Van Dooren, via de vormen Verdoorent en Verdoort. De naam betekent in essentie dus 'van de doorn'.

## Variaties
De naam Verdoodt kent ook enkele varianten. Dit zijn Verdoot, Verdood, Van der Dood, Vanderdood, Van der Doodt, Vanderdoodt en Vander Doodt. Op de eerste na hebben al deze varianten minder dan 100 naamdragers.

## Bekende naamdragers
- Francis Verdoodt (1941-2018), dichter en voordrachtkunstenaar
- Frans-Jos Verdoodt (1939), historicus en archivaris
- Ken Verdoodt (1984), acteur